# Boris Vorontsov-Veliaminov
Pour les articles homonymes, voir Vorontsov.
Boris Aleksandrovitch Vorontsov-Veliaminov (en russe : Борис Александрович Воронцов-Вельяминов — né le 14 février 1904 à Ekaterinoslav et décédé le 27 janvier 1994), est un astrophysicien soviétique.

## Biographie
Boris Vorontsov-Veliaminov a découvert indépendamment l'absorption de la lumière par la poussière interstellaire, tout comme Robert Julius Trumpler. Il a recensé plusieurs galaxies dans le catalogue Vorontsov-Vel'yaminov Interacting Galaxies ainsi que dans le catalogue Morphological Catalogue of Galaxies. Il s'est également intéressé aux nébuleuses planétaires. Il a écrit des livres d'astronomie pour l'enseignement secondaire.